# Euphaedra cyanea
Euphaedra cyanea är en fjärilsart som beskrevs av Holland 1920. Euphaedra cyanea ingår i släktet Euphaedra och familjen praktfjärilar. Inga underarter finns listade i Catalogue of Life.